# Heterolacurbs
Heterolacurbs is een geslacht van hooiwagens uit de familie Biantidae.
De wetenschappelijke naam Heterolacurbs is voor het eerst geldig gepubliceerd door Roewer in 1912. 

## Soorten
Heterolacurbs is monotypisch en omvat slechts de volgende soort:
- Heterolacurbs ovalis